# Isola di Chamisso
L'isola di Chamisso (in inglese Chamisso Island; in inuktitut Iguagvik) è una piccola isola dell'Alaska (USA) nel mare dei Čukči. Amministrativamente appartiene al Borough di Northwest Arctic.
L'isola porta il nome di Adelbert von Chamisso che la raggiunse nel 1816.

## Geografia
Chamisso si trova nel Kotzebue Sound, a sud della penisola Choris, all'ingresso della baia Eschscholtz. L'isola ha una forma pressoché triangolare e misura 2,3 km di lunghezza per 1,4 km di larghezza; ha un'altezza di circa 70 m.
L'isola è riserva naturale dal 7 dicembre 1912. L'area protetta, la Chamisso Wilderness, comprende Chamisso, Puffin e alcuni isolotti rocciosi nelle vicinanze, ed è parte della sezione del mare dei Čukči dell'Alaska Maritime National Wildlife Refuge.